# Ozoroa macrophylla
Ozoroa macrophylla är en sumakväxtart som beskrevs av R. & A. Fernandes. Ozoroa macrophylla ingår i släktet Ozoroa och familjen sumakväxter. Inga underarter finns listade i Catalogue of Life.